# Atago-jinja (Kyoto)
Pour les articles homonymes, voir Atago-jinja.
Atago-jinja (愛宕神社) est un sanctuaire shinto situé sur le mont Atago, Kameoka, au nord-ouest de Kyoto au Japon. Le kami Atago Gongen qui protège Kyoto des incendies y est vénéré. Les pratiques shugendō et ce lieu de culte sont connus depuis le VIIIe siècle.
Le honden de la fin de l'époque de Kamakura est désigné bien culturel important du Japon. Atago-jinja est à la tête d'un réseau de quelque neuf cents sanctuaires Atago dans tout le Japon.

### Source
- (en) Anne-Marie Bouchy, « The Cult of Mount Atago and the Atago Confraternities », The Journal of Asian Studies, vol. 46, no 2,‎ 1987, p. 255-277.